# Ammi majus
Ammi majus es una especie de la familia de las apiáceas.

## Descripción
Planta herbácea anual, erecta de 2 a 10 dm de altura con tallos estriados y ramosos, glabra. Las hojas están divididas 3-foliolos alargados; alternas, 6-35 cm de largo, (pinnadas), a veces -principalmente en las hojas superiores- pueden ser dos veces pinnadas (bipinnadas), pecíolos con la base envainante, foliolos ovalados a lanceolados, cuneados en la base, de 1-5 cm de largo x 0,5-3 cm de ancho, margen aserrado. Las flores blancas se agrupan en umbelas. Fruto esquizocarpo oblongo,  1,5-2 mm de largo, comprimido lateralmente, glabro, con 2 mericarpos (cada una de las partes separables del fruto) cada uno con 1 semilla, unidos entre sí por su cara ventral o comisural, a madurez se separan y por un tiempo sostenidos por el filamento carpóforo, hendido casi hasta la base, cada mericarpo en su parte dorsal tiene 5 costillas.
Distribución
Tiene su origen en Egipto y ha logrado difundirse por toda la cuenca del Mar Mediterráneo, y posteriormente cosmopolita de todo el mundo, salvo Antártida.
Hábitat
Nitrófila.  Dispersa  por  cultivos, escombreras,  bordes  de  caminos  y linderos

## Taxonomía
Ammi majus fue descrita por Carlos Linneo y publicado en Species Plantarum 1: 243. 1753.
- El Ammi majus descrito por Walt. es el Ptilimnium capillaceum de Raf.

Etimología
Ammi: nombre genérico que según Umberto Quattrocchi, es un antiguo nombre latino de una planta umbelífera.
majus: epíteto latino que significa "con largos pelos".
sinonimia
NOTA: Los nombres que presentan enlaces son sinónimos en otras especies: 
|  | - Ammi apiifolium - Ammi glaucifolium - Ammi intermedium - Aethusa ammi - Ammi boeberi - Ammi broussonetii - Ammi cicutifolium - Ammi elatum - Ammi pauciradiatum - Ammi pumilum - Anethum pinnatum - Apium ammi - Apium ammi-maius - Apium candollei - Apium petraeum - Apium pumilum (Brot.) Calest. - Carum majus (L.) Koso-Pol. - Cuminum aethiopicum | - Cuminum regium - Daucus glaber - Daucus parsae - Helosciadium lateriflorum Koch - Pimpinella capillacea Poit. ex Urb. - Pimpinella dioica Link - Pimpinella lateriflora Link - Selinum ammoides - Seseli ammoides Link - Sison fasciculatum - Sison haenkei - Sison lateriflorum - Sison majus - Sison pumilum Brot. - Visnaga vulgaris Bubani |

## Vernáculo
Espuma del mar, apio cimarrón, encaje, ameo mayor, ameo, ameo bastardo, ameos, ameos bastardos (fruto), ameos inodoros (fruto), ami, amigos, ammi, ammi vulgar, aneo bastardo, aneto, hinojo borde, jistra, siscla, sistra, xistra.

## Propiedades

Manos con vitiligo

El uso de Ammi majus en el tratamiento de enfermedades cutáneas se remonta a la antigüedad. La evidencia que data de miles de años demuestra el uso de extractos de plantas, incluidos los de la planta Ammi majus (psoralens), seguida de la exposición al sol para tratar el vitiligo en Egipto y la India. Experimentos demostraron que la melanina se resintetizó a partir del dopacromo por autooxidación y el efecto de los extractos de plantas medicinales fue similar al 8-metoxipsoraleno (xantotoxina), una molécula bioactiva aislada de Ammi majus (Apiaceae) que se usa para tratar el vitiligo. (75)
Se han realizado estudios sobre los efectos antibacterianos del extracto de metanol de Ammi majus en Staphylococcus aureus y Escherichia coli

 Aviso médico

## Usos
En Australia; el Ammi majus se introdujo como una planta de jardín y, a veces, todavía se cultiva en jardines de estilo rural. Se escapó del cultivo hace muchos años y se considera principalmente como una plaga de cultivos (por ejemplo, algodón), pastizales y sitios perturbados, pero también crece en hábitats naturales y puede ser un problema importante en algunas áreas. Se considera principalmente como una maleza ambiental en Nueva Gales del Sur y Victoria.